# 투치족
투치족(Tutsi)은 중앙 아프리카의 르완다와 부룬디에 거주하는 주요 부족이다. 후투족(Hutu), 트와족(Twa)과 함께 3대 부족을 이룬다. 인구는 약 300만 명이다.

## 후투족과의 관계
르완다와 부룬디는 후투족이 85%에 가까운 인구비를 차지하며 투치족의 인구비율은 14% 정도에 지나지 않는다. 하지만 용맹한 전사들로 유명한 투치족이 15세기 무렵 이 지역으로 남하에 온 이후 투치족은 귀족집단으로 군림하게 되고, 다수 후투족은 소수 투치족에게 통치를 받게 된다.

## 르완다의 투치족
르완다에서는 투치족의 지배에 반발한 후투족이 사회적, 문화적, 군사적으로 충돌을 일으켰다. 1960년대 이후 르완다의 정권이 투치족에서 후투족으로 넘어가 500,000 ~ 1,000,000명의 투치족이 후투족에게 살해당했다. 1994년 르완다 학살도 이러한 맥락에서 일어난 것이다.

## 부룬디의 투치족

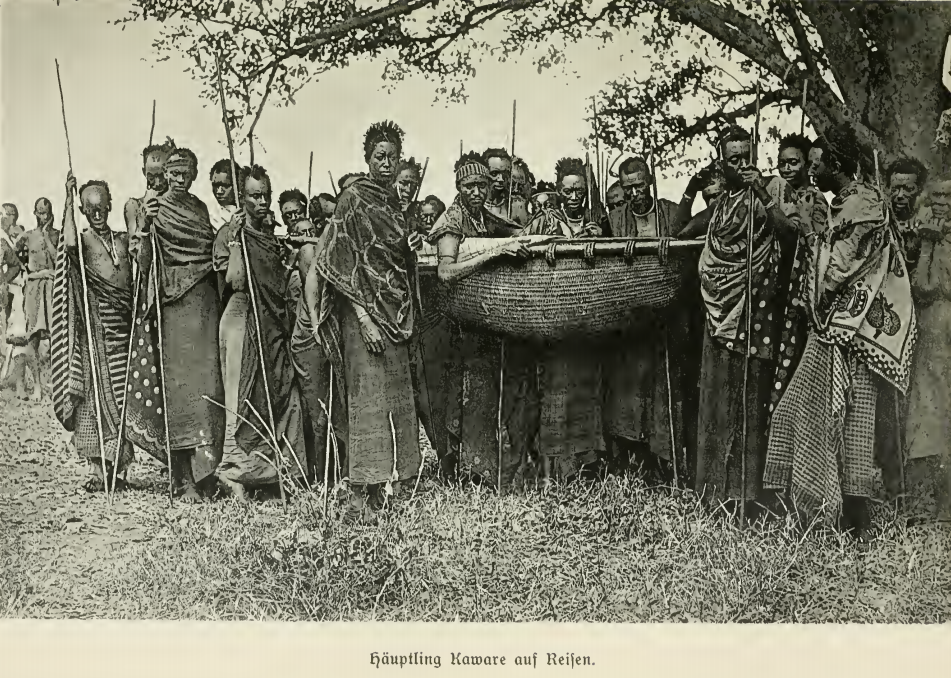
투치족 (1904)

부룬디에서는 독립 이후 줄곧 투치족이 정권을 장악하였으며, 1972년에는 투치족의 학살로 200,000명의 후투족이 희생당했다. 1993년 부룬디의 첫 번째 민주 선거로 당선된 대통령인 은다다에(Melchior Ndadaye)는 후투족이었으나 헌법상 유고시 대통령의 자리를 대신하게 되어있던 투치족 군 장교들이 그를 암살했다.
이는 결국 후투족과 투치족 사이의 내전을 불러일으켜 800,000명의 부룬디인들이 죽었다. 먼저 투치족에 의한 무차별 학살이 있었고, 이에 대한 반발로 후투족에 의한 학살이 일어났다.

## 같이 보기
- 르완다 학살
- 후투족
- 관련 영화 : 호텔 르완다 (Hotel Rwanda, 2004)